# 史密斯森特 (堪薩斯州)
史密斯森特（英語：Smith Center）是一個位於美國堪薩斯州史密斯縣的城市。同時該地也是史密斯縣的縣治。

## 地方資料
史密斯森特的座標為39°46′43″N 98°47′07″W / 39.77861°N 98.78528°W，而該地的海拔高度為545米（即1788英尺）。根據2010年美國人口普查，該地共人口1571人，而該地的面積約為3.33平方千米。